# 粗朶

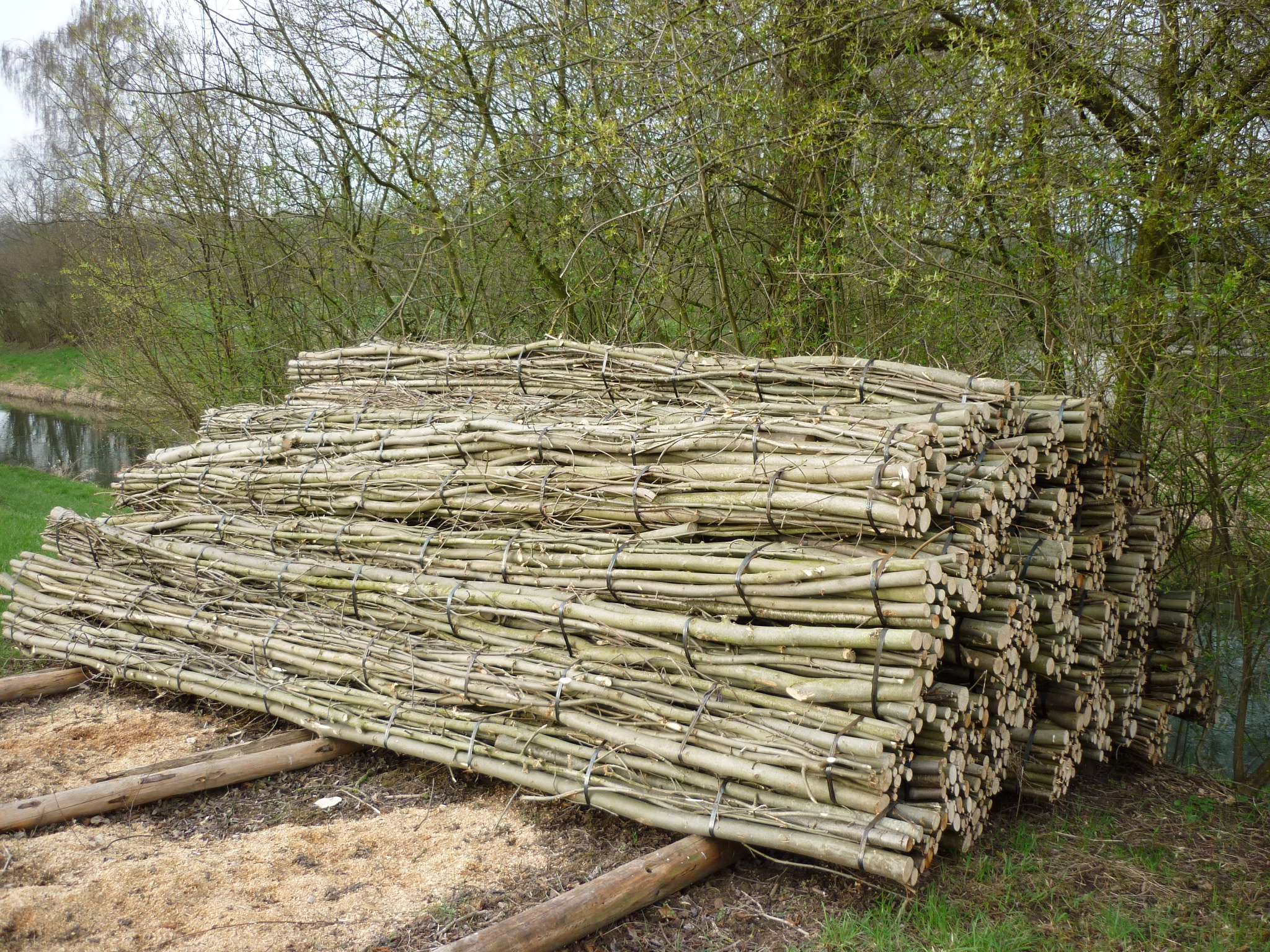
粗朶の例

粗朶（そだ）とは、直径数cm程度の細い木の枝を集めて束状にした資材のこと。適度に細くしなやかなヤナギなどが用いられることが多い。

## 用途
- 土木 : 根固め工として水の勢いによって川底や川岸が削られることや軟弱地盤への重量構造物による不同沈下を防げる利点がある[1][2]
- 溝渠 : 暗渠材としての利用
- 緑化資材 : 土留等への利用
- 漁業 : 水中に沈めてエビなどを誘い込む
- 鉄道 : イギリス鉄道黎明期のリバプール・アンド・マンチェスター鉄道で、湿地に路線を敷く必要があり、粗朶束を敷き詰めてから土砂を盛って路盤にした。この路線は現役。
- 軍事 : 工兵資材の一つとして、粗朶束を塹壕に投げ込んで塹壕を一時的に埋め、兵士や車両が通過するために用いた

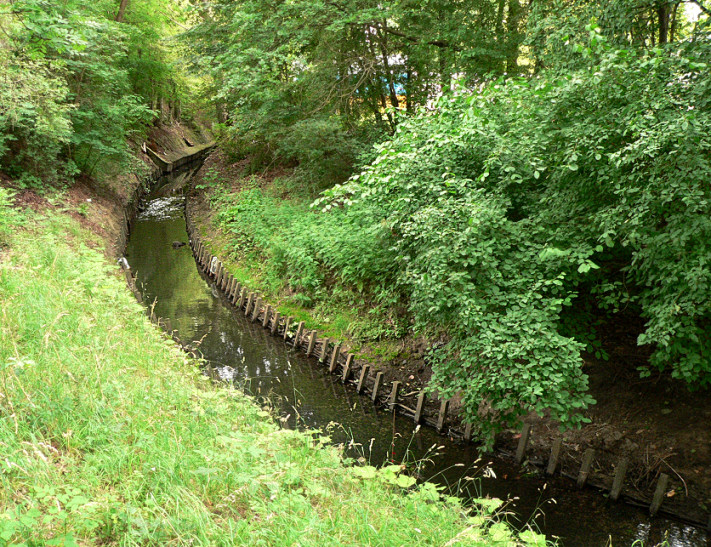
護岸工事への使用例
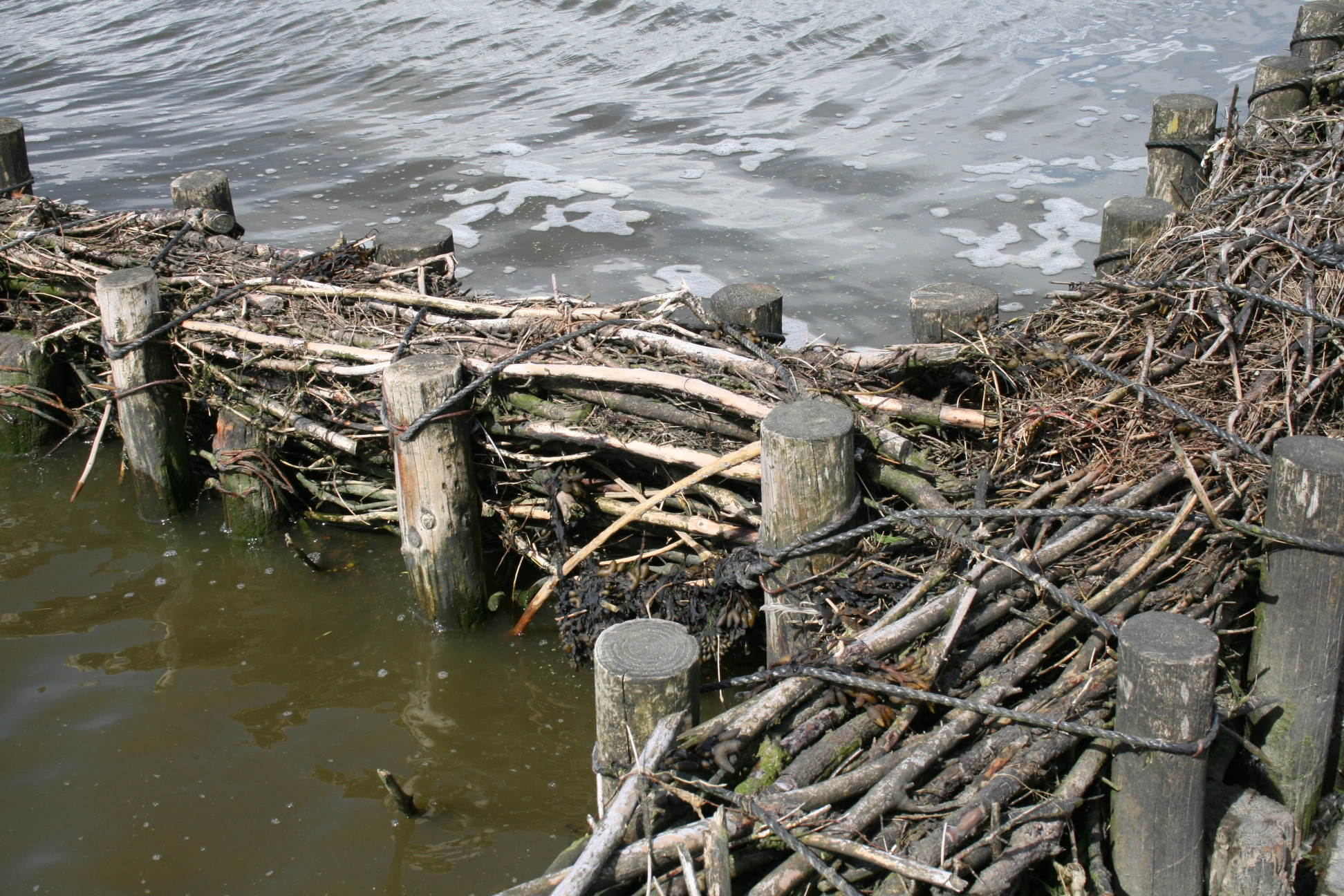
護岸工事への使用例
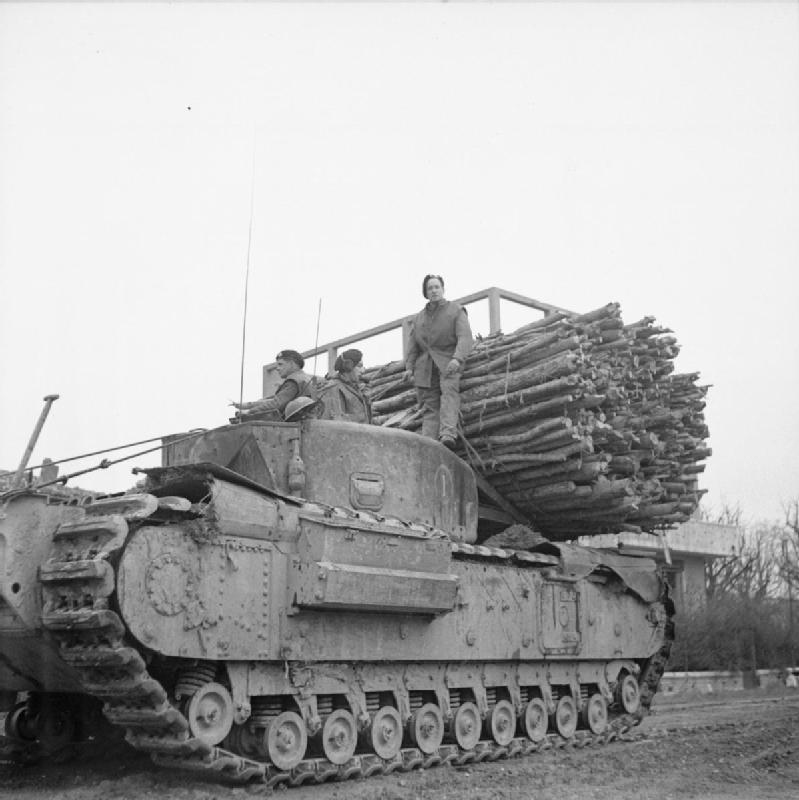
軍事利用の例。粗朶を搭載したAVRE(イギリス軍の戦闘工兵車)
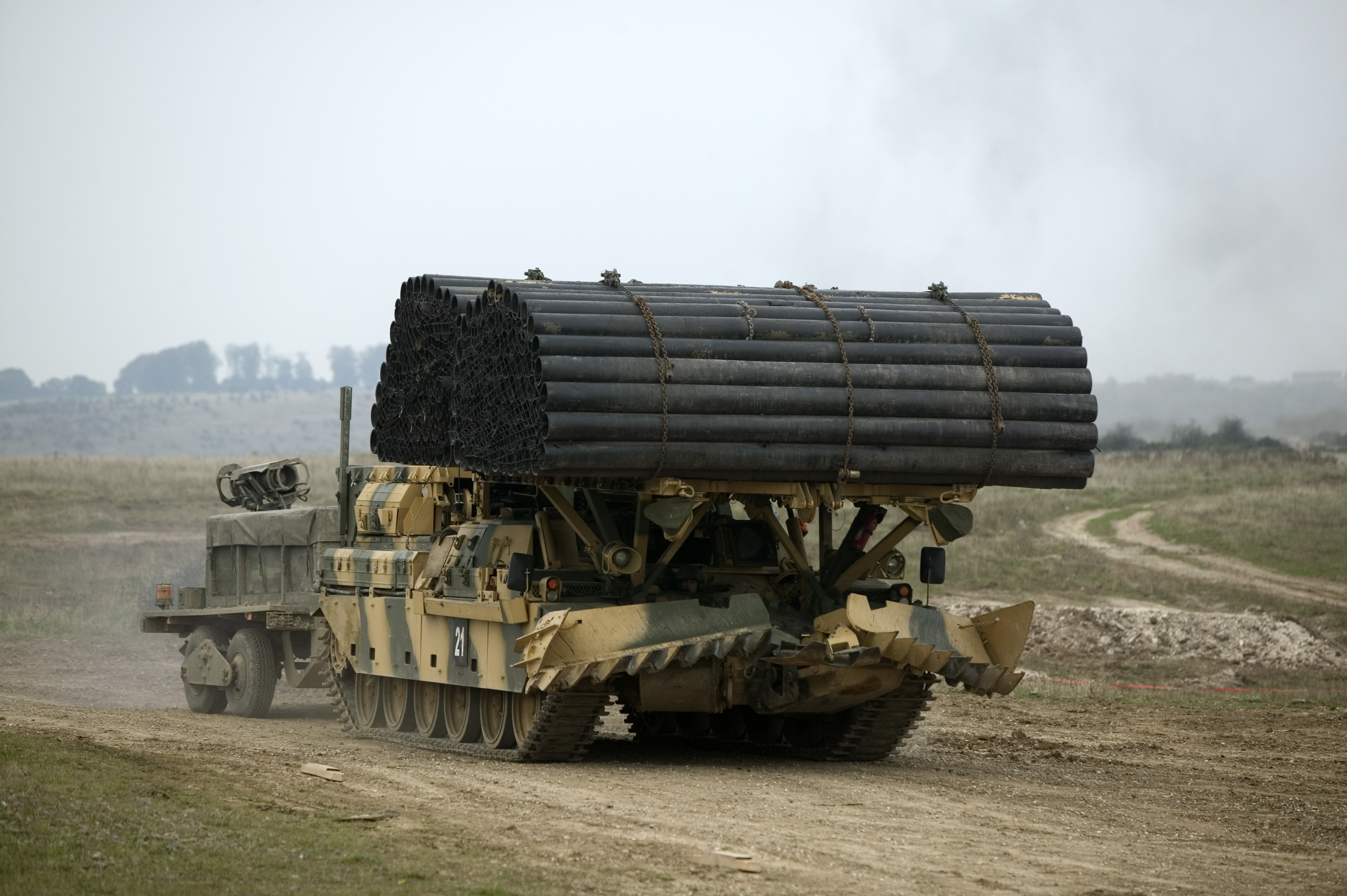
軍事利用の例。第二次世界大戦後は装甲車両の重量増加を受け、このような"鋼鉄パイプ製の粗朶"が導入された。

## 利点
- 現地採取が容易である
- いずれは腐食し環境面での負荷が少ない